# Paul da Serra
Nota linguística: A grafia Paúl da Serra é bastante frequente, mas está, no entanto errada. As palavras portuguesas terminadas em -ul, tais como Raul, Saul ou Paul não carecem de acento gráfico..
O Paul da Serra é o maior e mais extenso planalto da ilha da Madeira com cerca de 24 km², com uma altitude média de aproximadamente 1500 metros. O seu ponto mais elevado é o pico Ruivo do Paul, com 1640 metros, de onde se pode admirar a extensão de todo o planalto. Em dias de boa visibilidade, poder-se-á observar o mar da costa sul e norte.
O Paul da Serra é considerado a mais importante área de recarga de águas subterrâneas da ilha, sendo que a sua estrutura plana facilita a infiltração de uma parte significativa da elevada precipitação anual, ao mesmo tempo que retarda o escoamento superficial em direcção ao mar.
A denominação de paul deve-se exactamente ao facto de que após chuvadas intensas de Inverno e Primavera formam-se charcos temporários que podem chegar a atingir extensões consideráveis e que são habitats únicos e valiosos que se encontram sob protecção específica da legislação comunitária. Aliás, o Paul da Serra está classificado como  Zona de Proteção Especial (ZPE), ao abrigo da Directiva Aves e como Zona Especial de Conservação (ZEC), integrado na Rede Natura 2000. Encontra-se integrado no Parque Natural da Madeira e acima dos 1400 metros está classificado como Reserva Geológica e de Vegetação de Altitude.
A cobertura do solo, em praticamente todo o Paul da Serra, é composta por vegetação rasteira, remanescente da sua anterior utilização como local de pasto, salientando-se entre outras a feiteira (Pteridium aquilinum), o feno da Madeira (Agrostis castellana), a giesta (Cytisus scoparius ssp. scoparius, C. striatus e C. multiflorus), a carqueja (Ulex europaeus ssp. latebracteatus e U. minor), o hipericão ou pelicão (Hypericum linarifolium e H. humifusum) e o alecrim-da-serra (Thymus micans), uma espécie endémica da ilha da Madeira, confinada ao maciço montanhoso central. Com o abandono do pastoreio, devido a políticas governamentais de recuperação ambiental das montanhas da ilha, pode ser observada a recuperação, lenta mas consistente, da vegetação que se pensa ser a original, antes do abate pelos colonizadores. Esta vegetação, composta essencialmente por urzes das espécies Erica arborea e Erica platycodon ssp. maderincola, forma urzais de altitude de porte arbóreo com até 9 metros de altura, como o observado na zona da  Bica da Cana, no extremo nordeste do planalto. No entanto, o cedro-da-Madeira (Juniperus cedrus ssp. maderensis) que deveria ter feito parte dessa vegetação original, muito dificilmente voltará a ocupar o seu lugar.
Por ser uma zona plana, torna-se favorável à instalação de parques eólicos, existindo actualmente vários em funcionamento, com outros em projecto. Praticamente toda a energia eólica produzida na ilha, provém destes.